# Bulbophyllum delicatulum
Bulbophyllum delicatulum là một loài phong lan thuộc chi Bulbophyllum.